# Championnats d'Europe de gymnastique acrobatique 1988
Navigation
Édition précédente Édition suivante
Les championnats d'Europe de gymnastique acrobatique 1988, neuvième édition des championnats d'Europe de gymnastique acrobatique, ont eu lieu en 1988 à Anvers, en Belgique.
Les nations participantes sont l'Allemagne de l'Ouest ; l'Autriche ; la Belgique ; la Bulgarie ; la France ; la Hongrie ; l'Irlande ; la Pologne ; le Portugal ;  le Royaume-Uni et  l'Union Soviétique.

## Tableau des médailles par pays
| Rang | Nation               | Or | Argent | Bronze | Total |
| ---- | -------------------- | -- | ------ | ------ | ----- |
| 1    | Union soviétique     | 11 | 2      | 1      | 14    |
| 2    | Bulgarie             | 9  | 3      | 0      | 12    |
| 3    | Pologne              | 1  | 1      | 8      | 10    |
| 4    | Allemagne de l'Ouest | 0  | 2      | 3      | 5     |
| 5    | Royaume-Uni          | 0  | 1      | 2      | 3     |
| 6    | Belgique             | 0  | 0      | 1      | 1     |

## Tableau des médailles par épreuves[1]
| Épreuves         | Or                                                                                | Argent                                                                      | Bronze                                                                      |
| Duo masculin     | Duo masculin                                                                      | Duo masculin                                                                | Duo masculin                                                                |
| ---------------- | --------------------------------------------------------------------------------- | --------------------------------------------------------------------------- | --------------------------------------------------------------------------- |
| Général          | Union soviétique Sergei Tsigevski Valeri Liapounov                                | Bulgarie Rumen Latchov Nedialko Nedeltchev                                  | Pologne Robert Wultanski Mariusz Polanski                                   |
| Statique         | Union soviétique Sergei Tsigevski Valeri Liapounov                                | Bulgarie Rumen Latchov Nedialko Nedeltchev                                  | Pologne Robert Wultanski Mariusz Polanski                                   |
| Dynamique        | Pologne Robert Wultanski Mariusz Polanski                                         | Allemagne de l'Ouest Robert Jilg Alexander Grassmann                        | Union soviétique Sergei Tsigevski Valeri Liapounov                          |
| Duo féminin      |                                                                                   |                                                                             |                                                                             |
| Général          | Bulgarie Milena Dacheva Nikolina Koleva                                           | Royaume-Uni Alison Tout Emma Carlisle                                       | Allemagne de l'Ouest Marion Linkewitz Petra Wortmann                        |
| Statique         | Bulgarie Milena Dacheva Nikolina Koleva                                           | Union soviétique Marina Tkachenko Elena Kandzuba                            | Royaume-Uni Alison Tout Emma Carlisle                                       |
| Dynamique        | Bulgarie Milena Dacheva Nikolina Koleva                                           | Union soviétique Marina Tkachenko Elena Kandzuba                            | Royaume-Uni Alison Tout Emma Carlisle                                       |
| Duo mixte        |                                                                                   |                                                                             |                                                                             |
| Général          | Bulgarie Miglena Batcheva Svetlosar Jeliaskov                                     | non attribuée                                                               | Pologne Magdalena Cyran Tomasz Smiela                                       |
| Général          | Union soviétique Svetlana Makhalitcheva Evgueni Makhalitchev                      | non attribuée                                                               | Pologne Magdalena Cyran Tomasz Smiela                                       |
| Statique         | Bulgarie Miglena Batcheva Svetlosar Jeliaskov                                     | non attribuée                                                               | Pologne Magdalena Cyran Tomasz Smiela                                       |
| Statique         | Union soviétique Svetlana Makhalitcheva Evgueni Makhalitchev                      | non attribuée                                                               | Pologne Magdalena Cyran Tomasz Smiela                                       |
| Dynamique        | Bulgarie Miglena Batcheva Svetlosar Jeliaskov                                     | non attribuée                                                               | Pologne Magdalena Cyran Tomasz Smiela                                       |
| Dynamique        | Union soviétique Svetlana Makhalitcheva Evgueni Makhalitchev                      | non attribuée                                                               | Pologne Magdalena Cyran Tomasz Smiela                                       |
| Quatuor masculin |                                                                                   |                                                                             |                                                                             |
| Général          | Union soviétique Viktor Kouralesov Viktor Bistrov Vladimir Simonov Kaliz Izmailov | Bulgarie Feodor Tzvetkov Ivan Panaiotov Stanimir Sotirov Milen Trenkov      | Allemagne de l'Ouest Peter Schmidt Lutz Hilker Slavek Halada Stefan Hoffman |
| Statique         | Union soviétique Viktor Kouralesov Viktor Bistrov Vladimir Simonov Kaliz Izmailov | Allemagne de l'Ouest Peter Schmidt Lutz Hilker Slavek Halada Stefan Hoffman | Pologne Krzysztof Brudny Piotr Nowak Grzegorz Bielec Grzegorz Godzwon       |
| Dynamique        | Union soviétique Viktor Kouralesov Viktor Bistrov Vladimir Simonov Kaliz Izmailov | Pologne Krzysztof Brudny Piotr Nowak Grzegorz Bielec Grzegorz Godzwon       | Allemagne de l'Ouest Peter Schmidt Lutz Hilker Slavek Halada Stefan Hoffman |
| Trio féminin     |                                                                                   |                                                                             |                                                                             |
| Général          | Bulgarie Boyana Angelova Stefka Barakova Argira Kurdjaleva                        | non attribuée                                                               | Belgique Els De Jaeger An Van Maldegem Mariska Willems                      |
| Général          | Union soviétique Natalia Ancimova Inga Guirgobani Svetlana Makaritcheva           | non attribuée                                                               | Belgique Els De Jaeger An Van Maldegem Mariska Willems                      |
| Statique         | Bulgarie Boyana Angelova Stefka Barakova Argira Kurdjaleva                        | non attribuée                                                               | Pologne Dorota Klepacka Dorota Laskowska Kamila Zapytowska                  |
| Statique         | Union soviétique Natalia Ancimova Inga Guirgobani Svetlana Makaritcheva           | non attribuée                                                               | Pologne Dorota Klepacka Dorota Laskowska Kamila Zapytowska                  |
| Dynamique        | Bulgarie Boyana Angelova Stefka Barakova Argira Kurdjaleva                        | non attribuée                                                               | Pologne Dorota Klepacka Dorota Laskowska Kamila Zapytowska                  |
| Dynamique        | Union soviétique Natalia Ancimova Inga Guirgobani Svetlana Makaritcheva           | non attribuée                                                               | Pologne Dorota Klepacka Dorota Laskowska Kamila Zapytowska                  |